# Czeglédy Károly (orientalista)
Czeglédy Károly (Pápa, 1914. december 21. – Budapest, 1996. június 20.) magyar orientalista, nyelvész, történész.

## Életrajz
A tudomány iránti érdeklődését édesapja Czeglédy Sándor, a kiváló református tudós, Biblia-fordító  lelkész keltette fel. Győri diákévei után a debreceni református teológián folytatott tanulmányokat. Ekkor jelentkezett orientalisztikai érdeklődése is. Alaposan elmélyedt az Ószövetség eredeti nyelveinek a hébernek és az aráminak a tanulmányozásában.
Egyetemi tanulmányait 1932-ben kezdte. Érdeklődése fő tárgya kezdettől fogva a sémi filológia volt, ezen belül különösen a régi sémi nyelvek, a héber és az asszír-babiloni érdekelte eleinte. Igen hamar sikerült ösztöndíjakat szereznie, így tanulmányait Belfastban és Utrechtben folytatta. Ezen a két helyen összesen 4 évet töltött.  Külföldi tanulmányi idején érdeklődését kiterjesztette más sémi nyelvekre is, így a szírre, ugaritire, akkádra és az arabra. Hollandiában 1939 őszén doktorált volna, de ekkor már nem volt alkalma visszautazni, hogy levizsgázzon. Saját bevallása szerint helyette nagy élmenyben volt része, mikor Pais Dezsővel találkozott Budapesten, majd az ő közvetítésével megismerte Németh Gyula és Ligeti Lajos orientalista professzorokat.
Így a háború elején sikerült újabb ösztöndíjas évet töltenie Bécsben. Ekkor kezdett el foglalkozni a magyar őstörténet problémáival, mely ezek után meghatározta tudományos tevékenységének fő irányát. Kutatásait később kiterjesztette az iráni és örmény forrásokra, valamint az iszlám vallástörténetének egyes fejezeteire is.
1941-től a háború évei alatt megbízott előadóként működött az akkori Pázmány Péter Tudományegyetemen. A háború után, 1946-ban először magántanári, 1948-ban pedig docensi kinevezést kapott, 1960-ban lett egyetemi tanár, majd 1964-ben kinevezték az általa újjászervezett Sémi Filológiai és Arab Tanszék vezetőjévé. Ezt a feladatot 1984-ig látta el. 1985-ben vonult nyugállományba, de még hosszú éveken keresztül részt vett a tanszék munkájában.
Czeglédy Károlyt a világ legkiválóbb sztyepptörténeti kutatói között tartják számon. Jelentős eredményeket ért el a turkológiában is. Fő kutatási területei: a sémi filológia, a szír, arab földrajzi és történelmi források feltárása, a magyar nép őstörténetének és a török népek történetének megismerése voltak. Tudományos kutatásai során sikerült tisztáznia a honfoglalás előtti magyar történelem, valamint a magyarokkal kapcsolatba került népek történetének nem egy vitatott kérdését.
Munkatársa volt a Philologiae Turcicae Fundamenta nemzetközi kézikönyvnek és a Cambridge History of Inner Asia folyóiratnak.

## Elismerései
- Eötvös Emlékérem
- Kőrösi Csoma Emlékérem

## Főbb művei
- A zöngés velaris spirans az ugariti sémi feliratokban, 1941
- Magna Hungaria, 1943;
- IV-IX. századi népmozgalmak a steppén, 1954
- A magyar őstörténet kérdései (társszerk.), 1955
- Kaukázusi hunok, kaukázusi avarok, 1955
- A kangarok (besenyők) a VI. századi szir forrásokban, 1955
- Nomád népek vándorlása Napkelettől Napnyugatig, 1969
- Magyar őstörténeti tanulmányok, társszerk., 1977
- Ogurok és türkök Kazáriában, 1981
- From East to West: The Age of Nomadic Migrations in Eurasia, monogr., 1983
- Magyar őstörténeti tanulmányok, 1985